# Orbita heliocentryczna
Orbita heliocentryczna – orbita wokółsłoneczna. W Układzie Słonecznym wszystkie planety, planetoidy i komety krążą po orbitach wokół Słońca. Począwszy od roku 1959 na orbity heliocentryczne zostało wprowadzonych także wiele sond kosmicznych.